# Výhled
Výhled (německy Weihled) je malá vesnice, část obce Chvalkovice v okrese Náchod. Nachází se asi 2 km na severozápad od Chvalkovic. V roce 2009 zde bylo evidováno 22 adres. V roce 2001 zde trvale žilo 27 obyvatel.
Výhled leží v katastrálním území Malá Bukovina u Chvalkovic o výměře 1,87 km2.